# クレイグ・ムーア
クレイグ・アンドルー・ムーア（Craig Andrew Moore, 1975年12月12日 - ）は、オーストラリア・シドニー出身の元同国代表サッカー選手、現サッカー指導者。現役時代のポジションはDF（センターバック）。

## 来歴
2006 FIFAワールドカップにも出場したディフェンダー。オーストラリアがナショナルチーム強化のために国を挙げて創設したAIS出身の選手。
冷静な判断力と頭脳的なプレーが売りで、チームが攻撃に出ているときでも最後方で相手の上がりに睨みをきかせている守備の人である。その統率力を買われてレンジャーズFC時代はキャプテンを務め、5度のリーグ優勝、4度のカップ優勝、3度のリーグカップ優勝に貢献。2002-03シーズンには国内タイトルのトレブル達成メンバーの一員となった。
2004年のアテネオリンピックにキャプテンとして参加する。大会閉幕後は膝の負傷を治療するため母国へ戻るが、移籍を示唆したことで当時のレンジャーズ監督アレックス・マクリーシュに非難された。
2005年1月3日、ブンデスリーガのボルシア・メンヒェングラートバッハに1年半の契約で移籍。レンジャーズ時代の指揮官であるディック・アトフォカートと再会した。
2010年1月、ギリシャのAOカヴァラに移籍。ヨーロッパ復帰を果たしたが、3月に契約解除となった。同年7月、現役を引退することを表明した。
2010 FIFAワールドカップの代表メンバーに選出されている。
2013年よりゴールドコースト・プレミアリーグに所属するクーメラ・コルツSCの監督を務めている。

## 代表歴

### 出場大会
- オーストラリア代表
  - 2006 FIFAワールドカップ
  - 2010 FIFAワールドカップ

### 試合数
- 国際Aマッチ 52試合 3得点（1995年-2010年）[7]

| オーストラリア代表 | 国際Aマッチ | 国際Aマッチ |
| 年                 | 出場        | 得点        |
| ------------------ | ----------- | ----------- |
| 1995               | 1           | 0           |
| 1996               | 1           | 0           |
| 1997               | 6           | 0           |
| 1998               | 0           | 0           |
| 1999               | 0           | 0           |
| 2000               | 1           | 1           |
| 2001               | 11          | 1           |
| 2002               | 0           | 0           |
| 2003               | 1           | 0           |
| 2004               | 2           | 0           |
| 2005               | 7           | 0           |
| 2006               | 8           | 1           |
| 2007               | 0           | 0           |
| 2008               | 2           | 0           |
| 2009               | 6           | 0           |
| 2010               | 6           | 0           |
| 通算               | 52          | 3           |

## タイトル
クラブ
レンジャーズ
- スコティッシュ・フットボールリーグ : 1994-95, 1995-96, 1996-97, 1999-00, 2002-03
- スコティッシュ・カップ : 1995-96, 1999-00, 2001-02, 2002-03
- スコティッシュ・リーグカップ : 1996-97, 2001-02, 2002-03

ニューカッスル
- UEFAインタートトカップ : 2006

個人
- Aリーグ・ベストイレブン : 2008-09
- オーストラリアサッカー協会殿堂（英語版）: 2011